# Вулвергемптонський університет
Вулвергемптонський університет — англійський вищий навчальний заклад, розташований у місті Вулвергемптон.